# Maytenus ocoensis
Maytenus ocoensis är en benvedsväxtart som beskrevs av M.M. Mejía P. och T.A. Zanoni. Maytenus ocoensis ingår i släktet Maytenus och familjen Celastraceae. Inga underarter finns listade.